# Kandegala, Malavalli
Kandegala là một làng thuộc tehsil Malavalli, huyện Mandya, bang Karnataka, Ấn Độ.